# راه خروج
راه خروج (چکی: Cesta ven) یک فیلم درام اجتماعی چکی-فرانسوی به کارگردانی پتر واتسلاو است که در سال ۲۰۱۴  منتشر شد. این فیلم برای نخستین بار در جشنواره فیلم کن ۲۰۱۴ به نمایش درآمد.
فیلم موفق به دریافت هفت جایزه شیر چک شد، از جمله جایزه بهترین فیلم چک سال ۲۰۱۴ و بهترین کارگردانی. به گفته ورایتی، فیلم داستان «زن کولی جوانی است که در تلاش برای داشتن یک زندگی «عادی» است [...] و هم‌زمان با تعصبات بیرونی و رفتارهای ریشه‌دار درون جامعهٔ خودش دست‌وپنجه نرم می‌کند.»